# Bill Forsyth
William David Forsyth (Glasgow, Escocia, Reino Unido, 29 de julio de 1946), conocido como Bill Forsyth, es un cineasta escocés.

## Biografía
Bill Forsyth se adentró en el mundo cinematográfico con tan solo 17 años; cuando comenzó a trabajar como asistente para un realizador de documentales. A lo largo de los años 60, estudió en la escuela de cine y trabajó como asistente de montaje para la BBC
Forsyth atrajo la atención del ojo público con la película de bajo presupuesto That Sinking Feeling. Los actores eran en su mayoría jóvenes actores de teatro. 
El relativo éxito del film le dio la posibilidad de pasar a un nivel más elevado de producción con Gregory's Girl en 1981. En esta nueva película volvió a colaborar con algunos de los mismos jóvenes actores de teatro de su anterior trabajo. La película fue un éxito y obtuvo el premio al mejor guion de los Premios BAFTA. 
Entonces fue cuando dirigió la exitosa Un tipo genial (Local Hero) producida por David Puttnam. Después vino otra de las películas más notables en la filmografía de Forsyth, Comfort and Joy.
Cuando el productor Puttnam dio el salto a Hollywood, Forsyth le siguió, pero obtuvo un éxito moderado. Housekeeping fue su primer trabajo en Estados Unidos.

## Filmografía
- That Sinking Feeling (1980)
- Gregory's Girl (1981)
- Andrina (1981)
- Un tipo genial (Local Hero) (1983)
- Comfort and Joy (1984)
- Housekeeping (1987)
- Breaking In (1989)
- Being Human (1993)
- Gregory's Two Girls (1999)